# قائمة الأكلات الشعبية العمانية
يمتاز المطبخ العُماني بتأثره الشديد بفنون الطهي الفارسية والهندية والأفريقية، وذلك نظرًا لإرتباط البلاد بتلك الدول سواء عبر الهجرات المتتالية من وإلى هذه الدول أو العلاقات التجارية منذ سالف الزمن. وتتنوع الأطباق من منطقة لأخرى، إلا أنها تتشابه إلى حد كبير. الأرز البستمي يصاحب كل أكلة، ويعتبر مرق اللحم الغني بالطماطم والبطاطس والتوابل من أكثر الأطباق شيوعًا على طاولة الغداء. وكذلك هو المكبوس وهو عبارة عن أرز يطهى مع مختلف أنواع التوابل كالكركم والهيل والكزبرة والزنجبيل والفلفل والثوم يقدم مع نوع معين من اللحم (سمك أو دجاج أو لحم غنم).

## قائمة أشهر الأكلات الشعبيةالعمانية
- الحلوى العمانية: تعد هذه الحلوى أحد أبرز رموز التراث والتاريخ العماني، حيث يعود تاريخها لأكثر من 200 عام. رغم وجود حلوى شبيهة بها في البحرين، إلا أن الحلوى العمانية هي الأكثر انتشارًا، وتتكون بشكل أساسي من السكر والمكسرات والهيل والسمن. يمكن شراءُ هذه الحلوى في كل ولايات ومناطق السلطنة، إلا أن بركاء ونزوى وصور ومطرح هم الأكثر تميزًا وانفرادًا بها، وقد تختلف نسبيًا من محل لآخر.
- الخبيصة: أحد أشهر حلويات المطبخ العماني وتتكون من السكر والهيل ودقيق الحمص، الذي يكسبها مذاقًا خاصًا- ويكثر تناولها في شهر رمضان المبارك
- الشواء العُماني: يعتبر طبق الشواء، الطبق الرسمي والوطني للسلطنة تمامًا، كما هو حال طبق المقلوبة في فلسطين أو المنسف في الأردن أو المجبوس في البحرين والكويت. يتكون الطبق من لحم الغنم المطهو المغطى بورق الموز أو سعف النخيل، ويتم تنقيع اللحم بخليط من التوابل، التي تختلف من ولاية لأخرى، ويدفن فيما بعد في تنور تحت الأرض ويطهى لليلة كاملة، ويقدم فيما بعد مع الأرز والسلطة. في محافظات جنوب وشمال الشرقية، يتم إضافة العسل للحم، مما يعطيها طعم خرافيًا!
- العرسية: يشبه هذا الطبق إلى حداً ما طبق السليق في السعودية ويتكون من الأرز المطهو مع الدجاج (أو اللحم) وبعض التوابل كالفلفل الأسود والملح والسمن البلدي ويتم هرس الأرز والدجاج حتى نحصل على طبق أشبه بالمعجون. تشتهر ولاية جعلان بني بو علي بهذا الطبق ويقدم في بعض الأحيان مع صلصة حارة كما هو الحال في ولايتا نخل والسيب.
- الفرفينة : سلطة مكونة من السمك والبصل والبربير.
- الصالونة: تأتي الصالونة بمختلف الأشكال والمكونات فثمة من يطهوها بمعجون الطماطم والبعض يفضل عدم اغراق الطبق بالمعجون والماء. تختلف أنواع الصالونة بين صالونة الدجاج أو اللحم أو السمك أو الخضار أو حتى البيض، ويتم إضافة البطاطس والقرع والتوابل لإضافة نكهة لذيذة وتتناول الصالونة مع الأرز.
- القاشع: سمك البلمية مجفف
- القبولي العُماني: يؤكل هذا الطبق بشكل شبه يومي في أغلب البيوت العمانية ويتكون من الأرز المطهو مع الكركم والهيل والفلفل ومختلف التوابل بالإضافة إلى الحمص المجروش والبصل المقلي ويقدم إلى جانب اللحم أو الدجاج. تختلف طريقة الإعداد من ولاية لأخرى ولكن الطبق يتميز بطعمه اللذيذ لاسيما إذا تم إضافة مخلل المانجو معه.
- المعجين العُماني: شرائح من اللحم يتم تجفيفها وتمتاز باحتوائها على نكهة مدخنة بالإضافة لبعض الشحم تختص بها محافظة ظفار في الجنوب العماني.
- اللوبيا: يتم تناول هذا الطبق في الصباح كجزء من وجبة الإفطار وتتكون الوجبة من الفاصولياء البيضاء وصلصة الطماطم والبصل.
- العوال : وهو نوع من أنواع السمك.[1]
- الكوتن : تتناول هذا الأكلة في مختلف محافظات السلطنة إلا أن أفضل من يقوم باعدادها هم البلوش في محافظة مسقط وتتكون بشكل أساسي من مرق السمك والبصل والكركم وتمتاز بلونها الأصفر.
- الهريس: تشابه العرسية إلى حد كبير فيما عدا انها تتكون من القمح بدلاً من الأرز
- المبصلات العمانية: فطائر تحتوي على البصل الأخضر والحمص المجروش والجزر والحمص المجروش، يتم قليها وتقدم كوجبة خفيفة.
- السويوية: شعيرية تحتوي على كمية كبيرة من السكر تقدم مع البيض كطبق لفطور الصباح.
- الباجلا: فول يطهى مع الملح والفلفل الأسود يقدم في الصباح.
- الدنقو: الحمص المغلي مع الليمون والفلفل والملح.
- الساقو
- المكبوس: أرز مطبوخ مع اللحم أو الدجاج أو الروبيان أو السمك مع الخضار كالبطاطا والطماطم والبصل يطهى مع التوابل.
- البرياني
- البثيثة
- خبز الرخال العُماني
- المندازي العُماني: يعرف بالمقصقص خارج السلطنة وهو عبارة عن نوع من الخبيز أو المخبوزات ويتم صنعه من خلال خلط الدقيق الأبيض مع الماء والحليب وقليل من السكر وقليل من الملح والخميرة ثم يترك يتخمر وبعضهم يضيف إليه حبة البركة أو مايسمى الحبة السوداء ثم يقرص على هيئة اقراص صغيرة ويوضع في مقلاة عميقة مليئة بالزيت الحار ويقلى فنلاحظ انه ينتقخ قليلاً ويصير ذو لون ذهبي
- ثريد: أكلة رمضانية بامتياز مكونة من الخبز والمرق والخضار واللحم.
- القشاط العُماني: حلاوة مكونة من الطحين والعسل والسكر تمتاز بشكلها المربع.
- قروص:
- لقيمات: حلوى من الحلويات العربية، تسمى أيضًا بلقمة القاضي أو العوّامة.
- العصيدة: حلوى.
- المزروتة العمانية:
- مقلاي: مصارين وأحشاءالغنم وكبدة وكلى يتم طهيها بطريقة خاصة تمتاز بمذاق لاذع.
- كتشوري: كرات البطاطا المقلية تحتوي على الكزبرة والليمون وعدد من التوابل.
- مشاكيك: قطع من لحم الضأن أو الدجاج يتم شويها على الفحم بعد ان تم وضعها في منقوع التمر الهندي والفلفل والليمون. تقدم مع الخبز.
- السحناة:عبارة عن خبز عماني مع القاشع والليمون والسمن العماني ويخلط مع بعض بالماء ساخن.
- الحلوى العمانية
- القهوة العمانية
- الماهو العماني